# Tiflotecnologia
La tiflotecnologia és el conjunt de tecnologies aplicades a atendre persones cegues o amb baixa visió. És una tecnologia de suport que idealment cerca aportar major autonomia personal i independència i així, potser, major qualitat de vida. Una de les més conegudes són les ulleres.

## Objectius
A causa de la deficiència visual algunes d'aquestes persones sense una adaptació adequada no podrien fer ús d'algunes noves tecnologies de tipus TIC. És per això que la tiflotècnia s'ha convertit en una eina indispensable per a aquestes persones, ja que els permet accedir a les noves tecnologies, ja sigui mitjançant equips específics o adaptacions, d'acord amb les necessitats o objectius de cada usuari.
La necessitat de la universalització de l'accés a la informació es basa en la premissa que la societat de la informació i del coneixement tendeix a excloure a aquells grups o individus que no utilitzen habitualment aquestes tecnologies, per la qual cosa poden ser considerats com a analfabets digitals, creant-se, d'aquesta manera, una nova bretxa digital.
Salvar aquesta fractura digital passa per acceptar l'existència d'una tecnologia general i una altra específica i que ambdues circulin paral·lelament de tal manera que, a l'hora de dissenyar un nou producte, est contingui un conjunt d'estàndards que permetin l'accessibilitat universal i la usabilitat de l'artefacte.
En el camp de la discapacitat visual, sobretot en l'àmbit de la informàtica, s'han aconseguit algunes metes que semblaven inassolibles. Així, no ens ha de sorprendre que una persona cega pugui accedir a les pàgines Web de la premsa, articles acadèmics, blogs, etc., a través d'un ordinador de sobre taula, un telèfon intel·ligent o una "tablet"; així mateix, no ha d'estranyar que un usuari cec pugui retirar un llibre de qualsevol biblioteca per llegir-ho a la seva casa gràcies al programari de reconeixement de text que permet transformar l'escrit en veu.
Tots els avanços en matèria d'accessibilitat universal i usabilitat general han generat una sèrie de productes tiflotècnics tals com el programari magnificador de textos (ZoomText), programari per al reconeixement de pantalla (JAWS for Windows), programari de lectura (Open Book), sistemes d'enregistrament i reproducció de text accessible (DAISY), sistemes d'àudio descripció per a programes de televisió, cinema i documentals (AUDESC), lupes televisió, etc., que permeten a l'usuari cec o deficient visual greu integrar-se social i laboralment.

## Equips adaptats
Són aquells equips que no han estat dissenyats específicament per a aquest col·lectiu, per la qual cosa es necessita incorporar algun programa perquè puguin ser usats per persones amb diversitat funcional visual. Gràcies a aquestes adaptacions l'usuari només haurà de conèixer l'aparell que està utilitzant i els diferents comandaments del programa que li proporcioni l'adaptació.
El principal avantatge d'utilitzar aquest tipus d'equips és que quan es té qualsevol problema sempre es pot sol·licitar ajuda a qualsevol persona, pel fet que aquesta sempre podrà donar una ullada a la pantalla i resoldre'l.

### L'ordinador: programes
L'ordinador és sens dubte l'equip per al qual s'han desenvolupat més adaptacions. A continuació s'enumeren els diferents programes existents segons les necessitats que cobreixin.

#### Lectors de pantalla
Els lectors de pantalla són aplicacions per a identificar i interpretar allò que es mostra en pantalla. Aquesta interpretació es representa a continuació a l'usuari mitjançant sintetitzadors de text a veu, icones sonores, o una sortida Braille.
Windows
JAWS de Freedom Scientific: Demo funcional per a Windows 98/NT/XP, 2000 i Vista.
Windows-Eyes de GW Micro: Demo funcional de la seva versió 5.5 per a Windows 95/98/NT/XP i 2000.
Hal d'Dolphin: Demo funcional per 40 minuts de la seva versió per a Windows 95/98 i Windows NT/2000 i XP.
Thundr d'Scream Readers: Lector de pantalla gratuït. Encara que el seu funcionament és limitat, Windows XP.
NVDA: de programari lliure.
Gnu/Linux
Orca: Lector de pantalla desenvolupat per l'entorn gràfic de GNOME.

#### Magnificadors de pantalla
Els magníficadors de pantalla són programes per a l'accessibilitat que permeten ampliar els caràcters i configurar els colors segons la necessitat que tingui l'usuari.
Windows
Magic de Freedom Scientific: Demo funcional per 40 minuts de la seva versió 10 per a Windows 98/Me/2000 i XP.
Zoomtext Xtra d'Ai Square: Demo funcional per 30 dies de la seva versió 9 per a Windows XP/2000/95/98/NT.
Supernova de Dolphin Computer Access: Demo funcional per 40 minuts de la seva versió Internacional per a Windows 95/98/NT/XP.
Lunar de Dolphin Computer Access: Demo funcional per 40 minuts de la seva versió per a Windows 95/98/NT/XP.
iZoom d'Issist Inc: Magnifico de pantalla complet, a baix cost.
Bigshot d'Ai Square: Demo funcional per 30 dies del seu programa a baix cost, per a Windows 95/98/XP.

#### Navegadors Internet parlants
Windows
Connect Outloud de Freedom scientific: Demo funcional de la seva versió 2.0 per a Windows. (Versió només en anglès).
Freedom Box: Demo funcional per 30 dies de la seva versió 2 per a Windows. (Versió només en anglès).
MexVoz: Programa gratuït.

#### Reconeixement de textos impresos OCR parlants
Windows
Open Book: Demo funcional versió 7.02 per a Windows.
AbbyfineReaders: Demo és una completa aplicació d'OCR reconeixement òptic de caràcters

#### ConvertidorsBraille
Aquests programes s'encarreguen d'eliminar les contraccions que s'utilitzen en els països anglosaxons a l'hora d'escriure en Braille.
Windows i Mac
Duxbury: Demo funcional.

#### Programes no específics, però adaptats
Windows
De programari lliure:
- ATCalc: Calculadora.
- Mecanog: Aprenentatge de mecanografia.

### Telèfons i PDAs
Existeixen altres equips per als quals s'han desenvolupat magnífics lectors de pantalla.
L'empresa espanyola Code factory Ha desenvolupat els següents productes:
- Mobile speak. Lector de pantalla per a telèfons mòbils.
- Mobile magnifier. Magnificador de pantalla per a telèfons mòbils.
- Mobile speak pocket. Lector de pantalles per a PDAs que utilitzin Windows Mobile.

A més existeix un altre lector de pantalla per a telèfons mòbils denominat Talks.

## Terminals de lectura, teclats i impressores Braille
Que es connecten a l'ordinador.

## Equips específics
Són aquells equips dissenyats específicament per a persones cegues o deficients visuals que els permetin gestionar la seva informació.

### Anotadors parlants
És el grup d'equips més destacat. Un anotador parlant és un equip que té un teclat Braille, una síntesi de veu i no té pantalla. La seva funció principal és l'edició d'arxius de text, encara que solen tenir més prestacions, com poden ser rellotge, cronòmetre, calendari, agenda, calculadora, etc. A més disposen de certes connexions per a realitzar còpies de seguretat de la informació.
Els anotadors més avançats s'han convertit en PDA usant Windows Mobile com la Pac mate.